# Melissa Panarello
Melissa Panarello (Aci Castello, 1985. december 3. –) olasz írónő.

## Élete
Panarello a szicíliai Aci Castello városban nőtt fel. 2003-ban lett ismert a 100 colpi di spazzola prima di andare a dormire  című erotikus regénye révén. A könyv napló formában íródott, és a narrátor szexuális életéről szól. A könyv a szerző saját élményein alapul.
Rómában él. 2019 októberében született meg első gyereke.

## Könyvei
- Melissa P.. 100 Strokes of the Brush Before Bed. Harper Collins (2004). ISBN 0060789611
- The Scent of Your Breath. Grove/Atlantic (2006). ISBN 9780802170224

## Külső hivatkozások
- The Punk Pornographer – Melissa Panarello in interview